# بري بلير
بري بلير هي ممثلة كندية، ولدت في 29 أبريل 1980 في كندا.

## أعمال

### أفلام
- (2013) فيغاس الأخيرة[5]

### مسلسلات
- رجلان ونصف
- شبح هامس
- طريق أكتوبر
- كاسل
- هاواي فايف أو

## وصلات خارجية
- بري بلير على موقع IMDb (الإنجليزية)
- بري بلير على موقع ألو سيني (الفرنسية)
- بري بلير على موقع أول موفي (الإنجليزية)
- بري بلير على موقع قاعدة بيانات الأفلام السويدية (السويدية)
- بري بلير على موقع قاعدة بيانات الفيلم (الإنجليزية)
- بري بلير على موقع كينوبويسك (الروسية)